# Pullocader
Pullocader is een geslacht van wantsen uit de familie van de Tingidae (Netwantsen). Het geslacht werd voor het eerst wetenschappelijk beschreven door Péricart in 1991.

## Soorten
Het genus bevat de volgende soorten:

- Pullocader borneensis Péricart, 1991
- Pullocader malayanus Péricart, 2000